# Silnice II/456
Silnice II/456 je silnice II. třídy, která vede ze Žulové do Velkých Kunětic. Je dlouhá 12,6 km. Prochází jedním krajem a jedním okresem.

## Vedení silnice

### Olomoucký kraj, okres Jeseník
- Žulová (křiž. I/60, III/4561)
- Černá Voda
- Stará Červená Voda (křiž. III/4562, III/4563)
- Velké Kunětice (křiž. II/457)